# Thrixspermum crescentiforme
Thrixspermum crescentiforme är en orkidéart som beskrevs av Oakes Ames och Charles Schweinfurth. Thrixspermum crescentiforme ingår i släktet Thrixspermum och familjen orkidéer. Inga underarter finns listade i Catalogue of Life.